# إعصار جيلبرت
كان إعصار جيلبرت ثاني أشد إعصار استوائي مسجل في حوض الأطلسي من حيث الضغط الجوي، بعد إعصار ويلما في عام 2005. كان إعصار جيلبرت إعصارًا استوائيًا قويًا للغاية تشكل خلال موسم الأعاصير الأطلسية عام 1988، وبلغ ذروته كإعصار من الفئة 5. جلب دمارًا واسع النطاق لمنطقة البحر الكاريبي وخليج المكسيك، ويتعادل مع إعصار كاميل عام 1969 باعتباره ثاني أقوى إعصار استوائي يضرب اليابسة في المحيط الأطلسي. كان جيلبرت أيضًا أحد أكبر الأعاصير المدارية التي تم رصدها على الإطلاق في حوض الأطلسي. في مرحلة ما، بلغ قطر رياحه العاصفة المدارية 575 ميلاً (925 كم). بالإضافة إلى ذلك، كان جيلبرت أقوى إعصار استوائي في التاريخ المسجل يضرب المكسيك في ذلك الوقت لمدة 17عاماً.
العاصفة السابعة المسماة، والإعصار الثالث وأول إعصار كبير في موسم الأعاصير الأطلسية لعام 1988، تطور جيلبرت من موجة استوائية في 8 سبتمبر بينما كانت تقع على بعد 400 ميل (640 كم) شرق بربادوس. بعد اشتدادها إلى عاصفة استوائية في اليوم التالي، تعززت بشكل مطرد حيث تتبعت اتجاه الغرب والشمال الغربي إلى البحر الكاريبي. في 10 سبتمبر، بلغ جيلبرت شدة الإعصار، واشتد بسرعة إلى إعصار من الفئة 3 في 11 سبتمبر. بعد ضرب جامايكا في اليوم التالي، حدث لاشتداد سريع مرة أخرى، وأصبحت العاصفة إعصارًا من الفئة 5 على مقياس سافير-سيمبسون مع رياح مستدامة قصوى لمدة دقيقة واحدة بلغت 185 ميلاً في الساعة (298 كم / ساعة)، في أواخر يوم 13 سبتمبر. ثم ضعف جيلبرت قليلاً، ووصلت إلى شبه جزيرة يوكاتان في وقت لاحق من ذلك اليوم مع الحفاظ على شدة الفئة 5. بعد هبوط الإعصار جيلبرت، ضعف بسرعة فوق شبه جزيرة يوكاتان، وظهر في خليج المكسيك كعاصفة من الفئة 2 في 15 سبتمبر. حدث اشتداد تدريجي مع اقتراب جيلبرت عبر خليج المكسيك، ووصلت العاصفة إلى اليابسة كإعصار من الفئة 3 في البر الرئيسي للمكسيك في 16 سبتمبر. ضعف الإعصار تدريجيًا بعد هبوطه، وتبدد في النهاية في 19 سبتمبر فوق الغرب الأوسط للولايات المتحدة. في جزيرة كوزوميل، تم تسجيل ضغط بلغ 900 مليبار عندما وصل الإعصار جيلبرت إلى اليابسة كإعصار من الفئة 5 برياح بلغت سرعتها 165 ميلاً في الساعة.
أحدث جيلبرت دمارًا في منطقة البحر الكاريبي وخليج المكسيك لمدة تسعة أيام تقريبًا. وفي المجموع، قتل 318 شخصًا وتسبب في أضرار تقدر بنحو 2.98 مليار دولار (1988 دولارًا أمريكيًا) على طول مساره. ونتيجة للأضرار الجسيمة التي أحدثها جيلبرت، ألغت المنظمة العالمية للأرصاد الجوية الاسم في ربيع عام 1989؛ تم استبداله بجوردون لموسم الأعاصير عام 1994.
| المرتبة        | الإعصار      | الموسم | الضغط | الضغط |
| المرتبة        | الإعصار      | الموسم | hPa   | inHg  |
| -------------- | ------------ | ------ | ----- | ----- |
| 1              | ويلما        | 2005   | 882   | 26.05 |
| 2              | جيلبرت       | 1988   | 888   | 26.23 |
| 3              | "يوم العمال" | 1935   | 892   | 26.34 |
| 4              | ريتا         | 2005   | 895   | 26.43 |
| 5              | ميلتون       | 2024   | 897   | 26.49 |
| 6              | ألين         | 1980   | 899   | 26.55 |
| 7              | كاميل        | 1969   | 900   | 26.58 |
| 8              | كاترينا      | 2005   | 902   | 26.64 |
| 9              | ميتش         | 1998   | 905   | 26.73 |
| 9              | دين          | 2007   | 905   | 26.73 |
| المصدر: HURDAT |              |        |       |       |

## التأثير

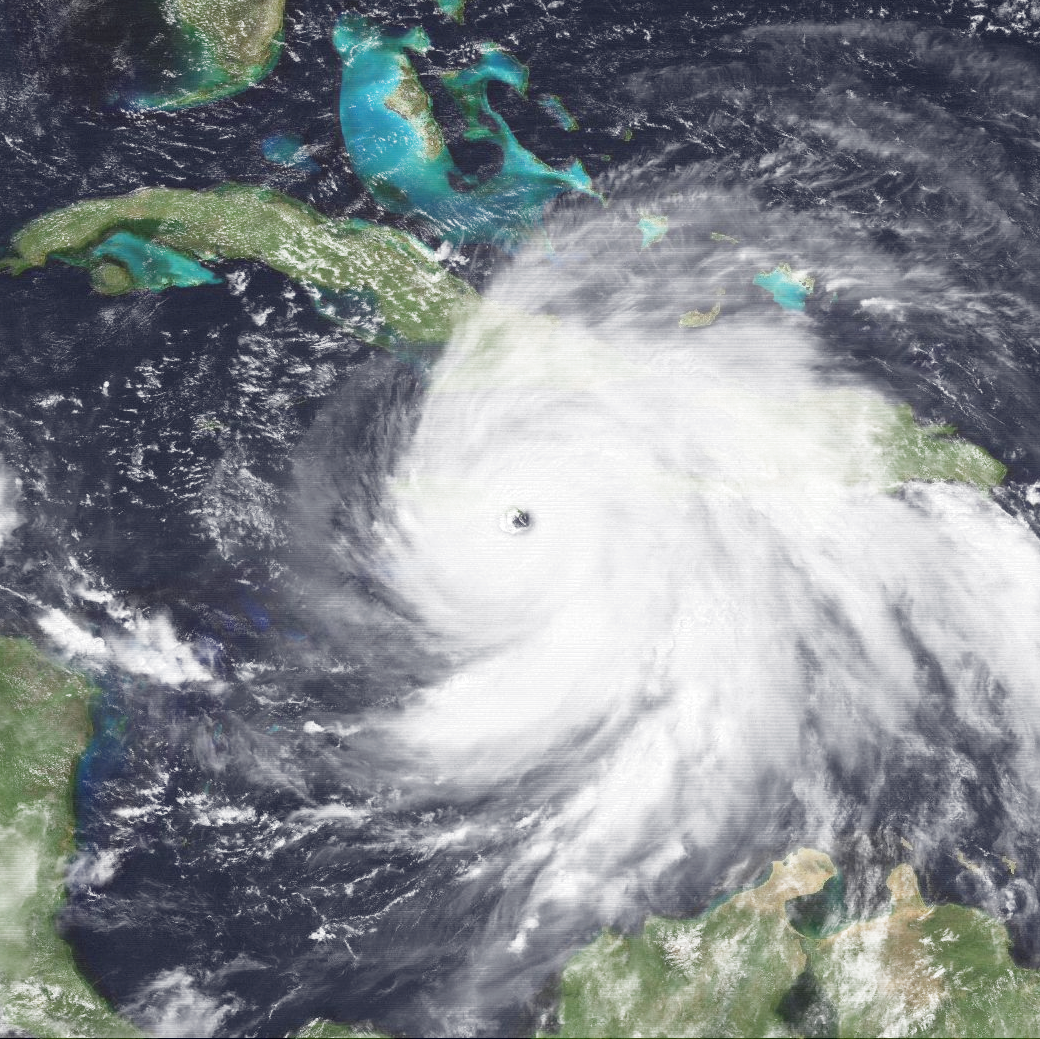
إعصار جيلبرت يقترب من جامايكا في 12 سبتمبر.

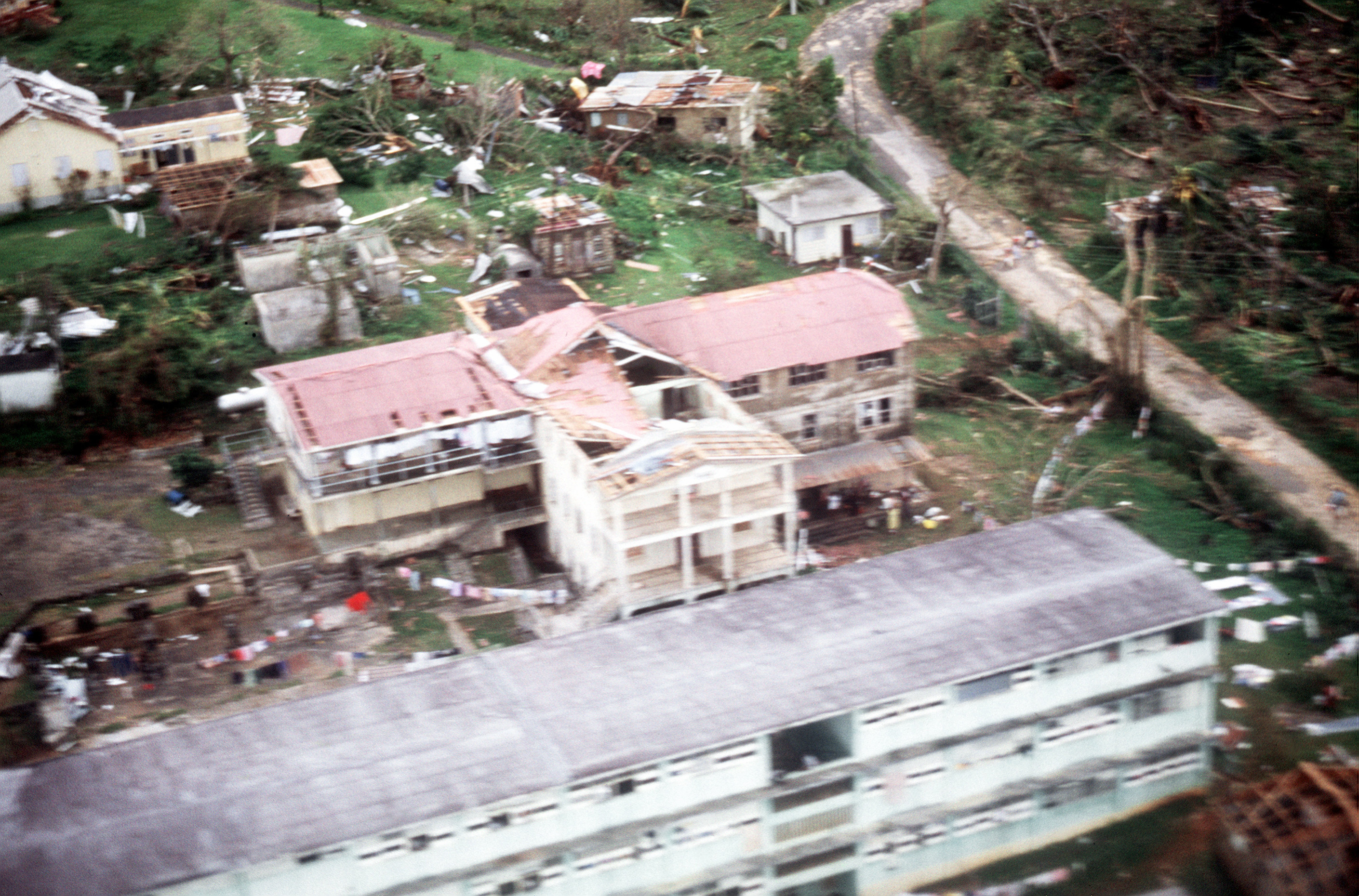
المباني المدمرة بعد إعصار جيلبرت.

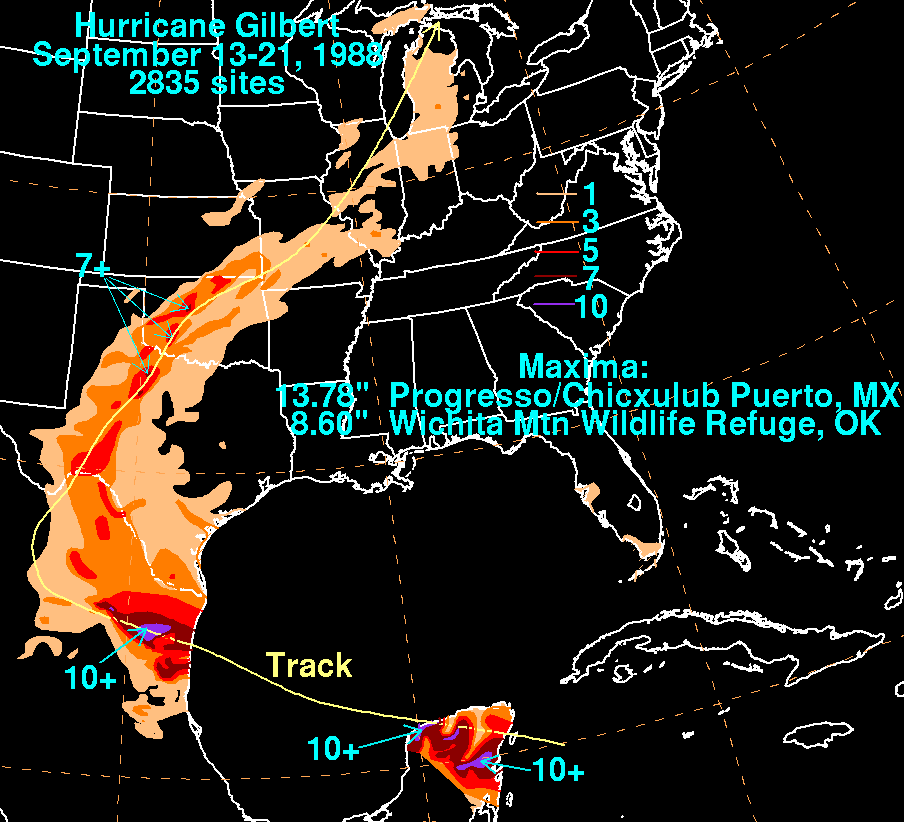
هطول الأمطار في الولايات المتحدة والمكسيك من جيلبرت.

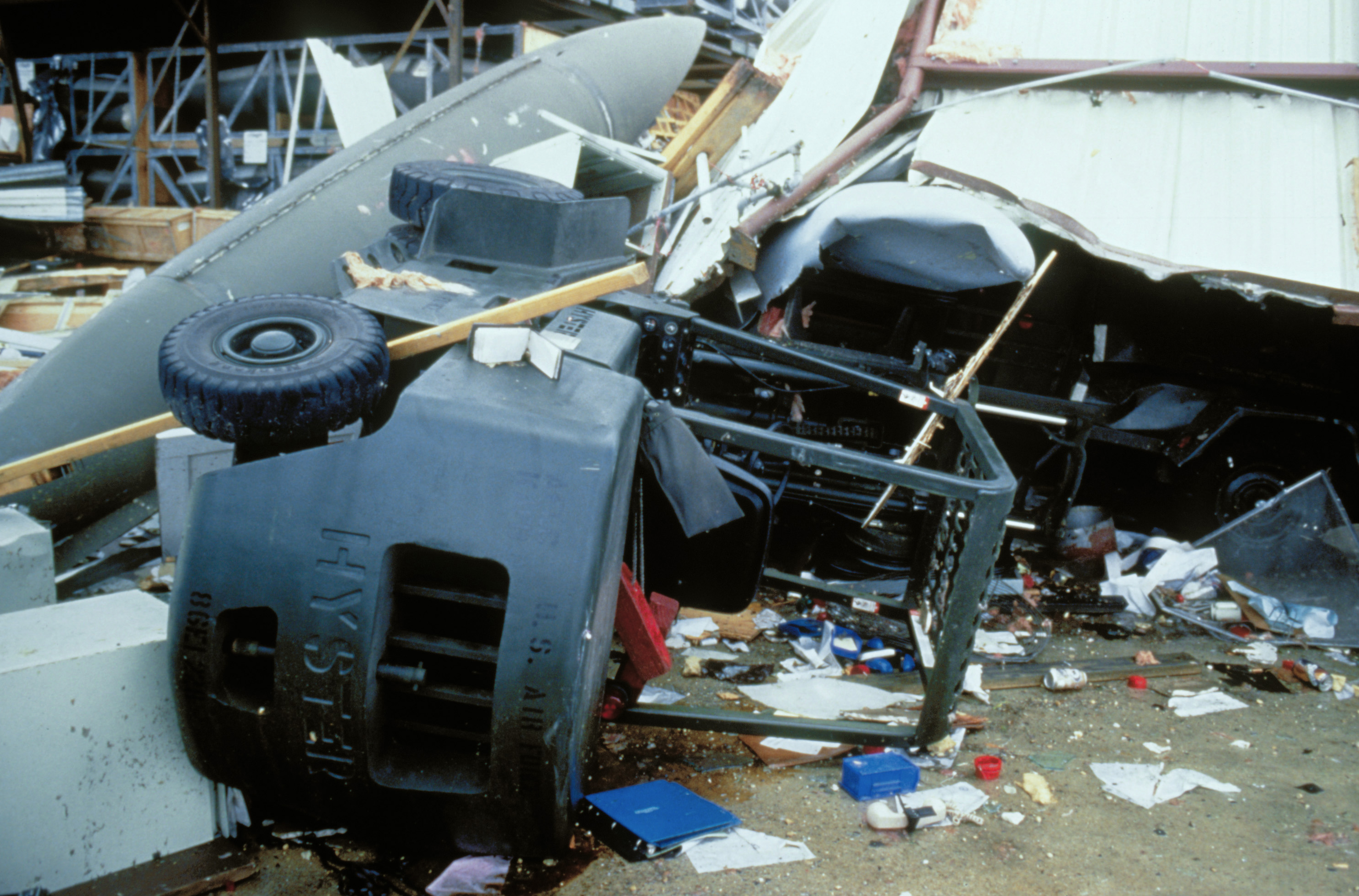
أضرار في قاعدة كيلي الجوية في تكساس.

| البلد               | الوفيات | المرجع | الأضرار     | المرجع      |
| ------------------- | ------- | ------ | ----------- | ----------- |
| المكسيك             | 202     | [ 6 ]  | $2 مليار    | [ 6 ]       |
| جاميكا              | 45      | [ 6 ]  | $700 مليون  | [ 6 ]       |
| هايتي               | 30      | [ 6 ]  | $91.3 مليون | قالب:EM-DAT |
| غواتيمالا           | 12      | [ 6 ]  | غير معروف   |             |
| هندوراس             | 12      | [ 6 ]  | غير معروف   |             |
| جمهورية الدومينيكان | 5       | [ 6 ]  | >$1 مليون   | [ 7 ]       |
| فنزويلا             | 5       | [ 6 ]  | $3 مليون    |             |
| الولايات المتحدة    | 3       | [ 6 ]  | $80 مليون   | [ 8 ]       |
| كوستاريكا           | 2       | [ 6 ]  | غير معروف   |             |
| نيكاراجوا           | 2       | [ 6 ]  | غير معروف   |             |
| سانت لوسيا          | 0       |        | $740 ألف    | [ 9 ]       |
| بورتوريكو           | 0       |        | $200 ألف    | [ 9 ]       |
| المجموع             | 318     | 318    | $2.98 مليار | $2.98 مليار |